# Gavet de la Conca
|  | Aquest article tracta sobre el municipi del Pallars. Si cerqueu el poble, vegeu «Gavet». |

Gavet de la Conca és un municipi de la comarca del Pallars Jussà. Es formà el 1970 per l'agrupació de tres antics municipis independents: Aransís, Sant Salvador de Toló i Sant Serni. El poble de Gavet n'esdevingué cap de municipi, malgrat no haver-ho estat mai anteriorment (pertanyia al terme de Sant Serni), a causa de la seva població (la segona, després de Sant Salvador de Toló) i a la seva més gran proximitat amb Tremp. Amb la creació del nou municipi s'afegí de la Conca al topònim Gavet, per tal de designar el terme municipal. Caldria no confondre, però, el poble, simplement Gavet, del municipi, amb el nom compost.
En la proposta derivada de l'informe popularment denominat Informe Roca, la part de l'antic terme de Sant Serni, que comprèn els pobles de Fontsagrada, Gavet i Sant Serni havia de passar a integrar el terme municipal de Tremp, desapareixent el de Gavet de la Conca. La resta de municipi quedava també distribuïda entre altres municipis: Aransís i tot l'antic terme de Sant Salvador de Toló passava a integrar el terme d'Isona i Conca Dellà, el qual, però, havia de passar a denominar-se Isona i Conca d'Orcau, juntament amb els Obacs de Llimiana, i la Vall de Barcedana, amb Sant Cristòfol de la Vall, Sant Martí de Barcedana i Sant Miquel de la Vall havien d'entrar a formar part d'un municipi de nova creació: el de Montsec, juntament amb Castell de Mur, Llimiana i Sant Esteve de la Sarga.

## Geografia
- Llista de topònims de Gavet de la Conca (Orografia: muntanyes, serres, collades, indrets..; hidrografia: rius, fonts...; edificis: cases, masies, esglésies, etc).

### Descripció geogràfica
El terme actual de Gavet de la Conca és molt poc homogeni, ja que, en realitat, correspon a tres entitats geogràfiques prou diferenciades entre elles. Globalment, es pot dir que el terme es troba emmarcat pel riu de Conques, després riu de Gavet, a llevant i septentrió, el Montsec de Rúbies pel costat meridional i el terme de Llimiana per ponent (llevat d'un tros en què el terme de Gavet de la Conca arriba a la Noguera Pallaresa.
Per a més detalls, consulteu els articles dels tres antics termes que el formen: Aransís, Sant Salvador de Toló i Sant Serni.

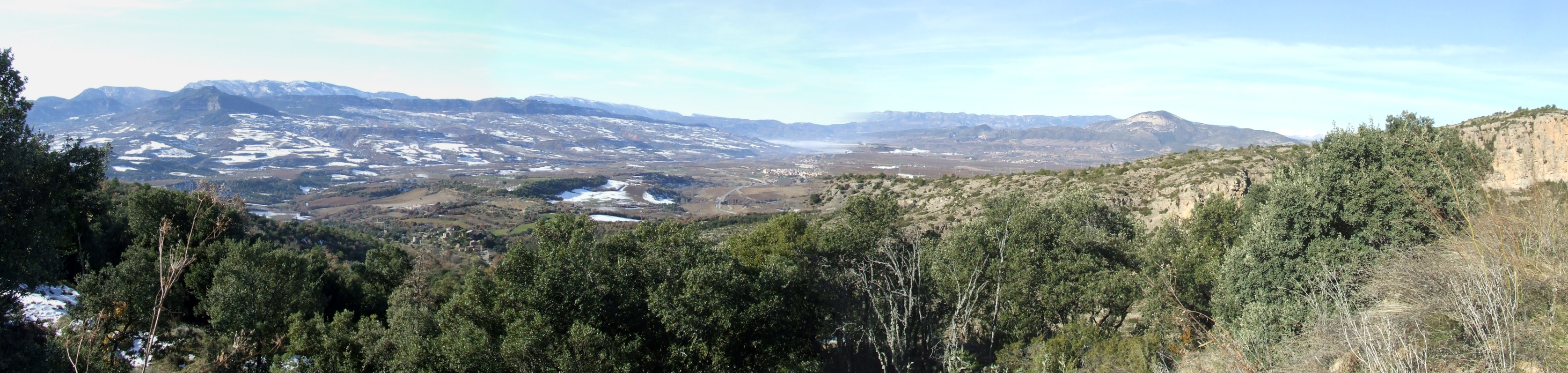
Al fons, meitat septentrional del terme de Gavet de la Conca, a la riba esquerra del riu de Conques, o de Gavet

Termes municipals limítrofs:
| Tremp i Talarn | Isona i Conca Dellà i Llimiana |                           |
| Castell de Mur |                                | Isona i Conca Dellà       |
| Llimiana       | Vilanova de Meià (Noguera)     | Artesa de Segre (Noguera) |

### Nuclis de població
| Entitat de població       | Habitants (2024) |
| Sant Salvador de Toló     | 44               |
| Gavet de la Conca         | 41               |
| Sant Serni                | 39               |
| Aransís                   | 32               |
| Sant Miquel de la Vall    | 30               |
| Fontsagrada               | 22               |
| Sant Martí de Barcedana   | 18               |
| Sant Cristòfol de la Vall | 17               |
| Mata-solana               | 7                |
| Toló                      | 6                |
| Merea                     | 3                |
| Perolet                   | 3                |
| Font: Idescat             |                  |

L'actual terme municipal de Gavet de la Conca està integrat per les entitats de població següents:
- Aransís: els pobles d'Aransís, Sant Cristòfol de la Vall, Sant Martí de Barcedana i Sant Miquel de la Vall. Caldria fer-hi constar el despoblat del Castelló Sobirà de Sant Miquel de la Vall.

| El poble d'Aransís | El poble de Sant Cristòfol de la Vall |
| El poble d'Aransís | El poble de Sant Cristòfol de la Vall |

| Pobles de l'antic municipi d'Aransís | Pobles de l'antic municipi d'Aransís |
| ------------------------------------ | ------------------------------------ |
| El poble de Sant Martí de Barcedana  | La vila de Sant Miquel de la Vall    |
| El poble de Sant Martí de Barcedana  | La vila de Sant Miquel de la Vall    |

- Sant Salvador de Toló: els pobles de Sant Salvador de Toló, Mata-solana i Toló i els antics pobles i caseries, actualment reduïdes a simples masies o despoblats de Castellnou, la Ferreria, l'Hostal Roig, el Mas de Guillem, Merea, Perolet i Presquiró; també cal fer-hi constar el santuari de la Mare de Déu de Bonrepòs.

| Pobles de l'antic municipi de Sant Salvador de Toló | Pobles de l'antic municipi de Sant Salvador de Toló | Pobles de l'antic municipi de Sant Salvador de Toló | Pobles de l'antic municipi de Sant Salvador de Toló |
| --------------------------------------------------- | --------------------------------------------------- | --------------------------------------------------- | --------------------------------------------------- |
| La caseria de Castellnou                            | Manca foto                                          | Manca foto                                          | L'Hostal Roig                                       |
| La caseria de Castellnou                            | La caseria de la Ferreria                           | L'antic poble del Mas de Guillem                    | L'antiga caseria de l'Hostal Roig                   |

| Mata-solana             | Merea             | Manca foto             | Perolet             |
| El poble de Mata-solana | El poble de Merea | La caseria de Montllor | El poble de Perolet |

| Manca foto              | Sant Salvador de Toló             | Manca foto       |
| La caseria de Presquiró | El poble de Sant Salvador de Toló | El poble de Toló |

- Sant Serni: els pobles de Sant Serni, Fontsagrada i Gavet, així com l'antic caseriu de Terrassa. El poble de Gavet és qui fa actualment de cap del municipi.

| Pobles de l'antic municipi de Sant Serni | Pobles de l'antic municipi de Sant Serni | Pobles de l'antic municipi de Sant Serni | Pobles de l'antic municipi de Sant Serni |
| ---------------------------------------- | ---------------------------------------- | ---------------------------------------- | ---------------------------------------- |
| Fontsagrada                              | Gavet                                    | Manca foto                               | Manca foto                               |
| El poble de Fontsagrada                  | El poble de Gavet                        | El poble de Sant Serni                   | L'antic caseriu de Terrassa              |

### Demografia
| 1497 f | 1515 f | 1553 f | 1717 | 1787  | 1857  | 1877  | 1887  | 1900  | 1910  |
| ------ | ------ | ------ | ---- | ----- | ----- | ----- | ----- | ----- | ----- |
| 74     | 66     | 73     | 388  | 1.064 | 1.927 | 1.753 | 1.743 | 1.269 | 1.147 |

| 1920  | 1930  | 1940  | 1950  | 1960 | 1970 | 1981 | 1990 | 1992 | 1994 |
| ----- | ----- | ----- | ----- | ---- | ---- | ---- | ---- | ---- | ---- |
| 1.285 | 2.144 | 1.065 | 1.042 | 966  | 571  | 459  | 372  | 369  | 369  |

| 1996 | 1998 | 2000 | 2002 | 2004 | 2006 | 2008 | 2010 | 2012 | 2014 |
| ---- | ---- | ---- | ---- | ---- | ---- | ---- | ---- | ---- | ---- |
| 335  | 324  | 322  | 316  | 311  | 309  | 304  | 309  | 306  | 303  |

| 2016 | 2018 | 2020 | 2022 | 2024 | 2026 | 2028 | 2030 | 2032 | 2034 |
| ---- | ---- | ---- | ---- | ---- | ---- | ---- | ---- | ---- | ---- |
| 297  | 274  | 261  | 261  | 259  | -    | -    | -    | -    | -    |

El primer cens és del 1970 després de la unió de Sant Serni, Sant Salvador de Toló i Sant Miquel de la Vall. Les dades anteriors són la suma dels antics municipis.

## Història
La història comuna del terme de Gavet de la Conca és molt recent i, en canvi, l'antiga és fortament diferencial segons l'antic terme de què es tracti, o fins i tot segons la població concreta. És per això que l'apartat d'història està detallat a cadascun dels articles dels pobles d'aquest municipi.

## Administració
Alcaldes:
- Josep Balust i Adellach (19.4.1979 - 25.5.1991)
- Josep Maria Codó i Isús (15.6.1991 - 27.5.1995)
- Josep Durany i Galera (17.6.1995 - 25.5.2019)
- Xavier Badia Verdeny (15.6.2019 - )

Des del 1979, any de les primeres eleccions municipals democràtiques, l'Ajuntament de Gavet de la Conca ha tingut els regidors següents:
Xavier Badia Verdeny, Josep Balust Adellach, Josep Balaguer Boixadera, Josep Balust Adellach, Bonaventura Boixadós Gramunt, Josep Boixadós Gramunt, Antoni Claverol Torm, Josep Maria Codó Isús, Maties Codó Solans, Víctor Domingo Monfort, Josep Durany Claverol, Josep Durany Galera, Pere Farràs Puigarnau, David Fuentes Caelles, Mariano Gual Puigarnau, Miquel Guamis Amat, Francesc Huguet Aymà, Josep Huguet Guamis, Joan Huguet Ribera, Manuel Isanta Masia, Pere Juan Arnal, Joan Llesuy Berneda, Jordi Martí Soler, Josep Maria Roca Canal; Josep Roca Huguet, Josep Maria Torm Bertran, Lluís Tugues Cases, Emili Vilella Huguet.
| Candidatura | Candidatura | Cap de llista               | Vots | Regidors | % vots |
| ----------- | ----------- | --------------------------- | ---- | -------- | ------ |
|             | IpG-PM      | Josep Durany Galera         | 137  | 5        | 61,71  |
|             | CiU         | Xavier Badia Verdeny        | 66   | 2        | 29,73  |
|             | APGdlC-AM   | Maria Isabel Bafalluy Pérez | 14   | 0        | 6,31   |
| Total       | Total       | 223                         | 223  | 7        |        |

- Josep Durany Galera (IpG-PM). Alcalde, representant al Consorci del Montsec i al Consell Comarcal. Comissió especial de comptes
- Josep Boixadós Gramunt (IpG-PM). Tinent d'alcalde
- Emili Vilella Huguet (IpG-PM). Regidor. Dipositari. Comissió especial de comptes
- Antoni Claverol Torm (IpG-PM). Regidor
- Joan Llesuy Berneda (IpG-PM). Regidor
- Xavier Badia Verdeny (CiU). Regidor
- David Fuentes Caelles (CiU). Regidor

## Llocs d'interès
En ser molts, i molt diferenciats segons la unitat a què pertanyen, estan repartits en els articles corresponents als tres antics termes: Aransís, Sant Salvador de Toló i Sant Serni.

## Activitat econòmica
En aquest aspecte, el terme de Gavet de la Conca és força unitari, no només dintre seu, sinó també respecte de la resta de la comarca. Hi predomina llargament el sector primari, actualment centrat sobretot en la producció de cereals (blat i ordi, sobretot) i les granges de bestiar porcí. Cal esmentar, però, una certa producció olivarera, que permet mantenir en actiu en molí d'oli de Sant Martí de Barcedana, i d'ametlles.
També cal destacar l'explotació forestal, dels nombrosos boscos existents en el municipi. Hi destaca sobretot l'antic terme de Sant Salvador de Toló, que té una part del terme en el vessant septentrional del Montsec de Rúbies.
També abunda la cacera, en terme de Gavet de la Conca. Cacera major fins i tot, però en èpoques reculades. Ara sol ser la cacera habitual a tota la comarca.
En el seu termini municipal es troba la central hidroelèctrica de Reculada.
Per a detalls més específics, consulteu els articles de cadascun dels tres antics termes.

## Festes i tradicions
A més de les festes locals, pròpies de cadascun dels pobles del terme, són de destacar tres festivitats comunes a tots ells, als quals se sumava també el veí municipi de Llimiana.
Es tracta, sobretot, de l'aplec de la Mare de Déu de Bonrepòs, que antigament aplegava moltes persones de la comarca i també de visitants de l'Alt Urgell, la fira de l'Hostal Roig, antigament de gran tradició perquè suposava el final de l'estada estiuenca a la muntanya dels ramats i llur baixada cap a la plana, al sud del Montsec, i, aparellada amb aquesta fira, l'aplec del Sant del Bosc, Sant Salvador del Bosc. Totes tres festes atreien moltes persones també de la Noguera.

## Serveis turístics
D'allotjament, a tot el terme municipal de Gavet de la Conca només hi ha dues cases d'allotjament rural a Sant Martí de Barcedana. Fora del terme, els establiments més propers són a Llimiana, Vilamitjana o Tremp. Passa exactament el mateix pel que fa a bars i restaurants.

## Comunicacions
Tot i que no passa pel terme de Gavet de la Conca, la carretera de referència és la C-1412b. A partir d'ella, algunes carreteres de la xarxa local connectes els pobles d'aquest terme.
Del Coll de Comiols, a la carretera que acabem d'esmentar, arrenca cap a ponent la carretera L-911 (C-1412b, al Coll de Comiols - Sant Salvador de Toló), d'11 quilòmetres de llargària, que a Sant Salvador de Toló enllaça amb la L-912 (Sant Salvador de Toló - C-1412bz, a Gavet de la Conca), de 14. De fet, totes dues carreteres són continuïtat l'una de l'altra. A través d'aquesta darrera carretera queda comunicat Sant Salvador de Toló amb l'actual cap de municipi, el poble de Gavet.
També hi ha la carretera L-913 (Vilanova de Meià - l'Hostal Roig), que és, de fet, una carretera inacabada: en el punt quilomètric 8,5 es converteix en una pista rural, habitualment en bon estat, però que pot presentar dificultats per al trànsit algunes èpoques de l'any. El seu traçat, accessible per pistes rurals, mena a Mata-solana, Sant Martí de Barcedana i Llimiana.
D'una altra banda, la carretera LV-9123 (C1412b, a Tremp - Sant Serni), que en 7 quilòmetres mena a Sant Serni passant per Fontsagrada i Gavet.
A part d'aquestes carreteres, algunes pistes rurals no sempre en bon estat relliguen els diferents pobles entre ells i amb el veí terme de Llimiana, tant en la seva part principal com amb l'enclavament dels Obacs de Llimiana, així com, al sector oriental, amb Covet, Isona, Biscarri i Benavent de la Conca, principalment.
No hi ha cap mena de transport públic regular que passi pel poble, ni tan sols que travessi el municipi, però la proximitat dels pobles i viles de Benavent de la Conca, Biscarri, Isona, Conques, Figuerola d'Orcau i Vilamitjana fan possible un fàcil enllaç amb els escadussers cotxes de línia que transiten per la Conca Dellà, tant en direcció a Tremp, com en direcció a Barcelona. També pel costat de Llimiana és accessible l'eix de la Noguera Pallaresa, per on, a més dels serveis de transport per carretera, és possible enllaçar amb els tres serveis diaris en cada direcció de la línia dels Ferrocarrils de la Generalitat de Catalunya, en la línia de Lleida a la Pobla de Segur.
El transport escolar, per dur els nois i noies a l'escola a Tremp, organitzat pel Consell Escolar del Pallars Jussà és l'únic servei públic de transport, però limitat a l'ús dels escolars. Té diverses rutes, en relació amb Gavet, totes elles amb destí a les escoles públiques de Tremp: una que des dels Masos de Llimiana se'n va cap a Cellers i Guàrdia de Noguera, una altra que de Gavet i Fontsagrada marxa cap a Vilamitjana, una tercera que des dels tres pobles de la Barcedana (Sant Miquel de la Vall, Sant Martí de Barcedana i Sant Cristòfol de la Vall, va directa a Tremp, una quarta amb origen a Llimiana, que passa per Sant Serni abans de baixar cap a Tremp, i una cinquena que té l'origen a Aransís, va cap a Sant Salvador de Toló, els Obacs de Llimiana i Tremp.